# Membrana pupillare persistente
La membrana pupillare persistente è una disgenesia dell'occhio in cui parti della membrana pupillare (una struttura che consente l'irrorazione sanguigna del cristallino durante lo sviluppo fetale) persistono dopo la nascita, assumendo l'aspetto di piccoli cordoncini fibrosi che ricordano una ragnatela. In rarissimi casi può persistere l'intera membrana, determinando atresia congenita della pupilla.
Tale anomalia generalmente non determina alterazioni alla vista, e tende a regredire autonomamente nel tempo.
La membrana pupillare persistente, oltre che nell'uomo, può comparire anche in altri mammiferi come gatti, cani, cavalli e tori.

## Embriologia
Durante le fasi embrionali, la membrana pupillare costituisce la principale struttura deputata alla distribuzione di sangue ai tessuti in formazione nell'area del cristallino: l'irrorazione sanguigna è garantita principalmente dall'arteria ialoidea, un ramo dell'arteria centrale della retina che scorre all'interno dell'occhio nel canale ialoideo portandosi anteriormente all'altezza del cristallino.
Nell'uomo, agli inizi del terzo trimestre di gestazione (negli altri mammiferi può persistere dalla nascita fino ad un periodo che va dalle quattro alle otto settimane di vita) la membrana inizia a dissolversi, scomparendo del tutto durante il settimo mese.

## Clinica
Come già accennato, la membrana pupillare persistente tende a non dare particolari problematiche alla vista, in quanto tende a regredire autonomamente.

## Trattamento
In casi particolari (ad esempio nell'evenienza di ampi resti della membrana, come nell'atresia congenita della pupilla) può essere risolutivo il trattamento chirurgico.
Nel gatto, può in alcuni casi essere accompagnata da agenesia delle palpebre superiori.